# 蒙特內哥羅佩佩
蒙特內哥羅佩佩 是蒙特內哥羅自1906年至1918年期間使用的貨幣，輔幣單位是帕拉，1佩佩等於100帕拉。蒙特內哥羅佩佩和奧匈帝國克朗等值。塞尔维亚人、克罗地亚人和斯洛文尼亚人王国成立之後，蒙特內哥羅佩佩被第納爾取代。